# Zacharie Benedek
Zacharie Benedek (n. 3 septembrie 1967, Sibiu, România) este un deputat maghiar din România, ales în 2016. Este președintele filialei Sibiu a UDMR. În urma unei înțelegeri interne din partid, a obținut un loc pe lista UDMR Harghita la alegerile din 2016, urmând să reprezinte și maghiarii din județele Sibiu, Alba și Bistrița-Năsăud.